# Melvonna Ballenger
Melvonna Marie Ballenger dite aussi Mel Ballenger née le 6 août 1954, morte le 25 juin 2003 est une réalisatrice, productrice et écrivaine afro-américaine. Elle fait partie du mouvement cinématographique indépendant L.A. Rebellion.  

## Formation
Mel Ballenger est née à Saint-Louis, dans le Missouri. Elle fréquente le Stephens College (en) pour femmes à Columbia. Elle poursuit ses études à l'Université Howard à Washington, où elle obtient une licence en communications. Elle déménage à Los Angeles et rejoint le programme Master of Fine Arts de l'Université de Californie, en production cinématographique et télévisuelle.  

## Carrière
Le premier film qu'elle réalise est Rain (Nyesha), qu'elle termine dans le cadre de son projet pédagogique à l'UCLA. Aux côtés de ses pairs L.A. Rebellion, elle est encouragée à représenter les problèmes concernant les défis sociétaux de la communauté noire. La sensibilisation politique est le principal objectif de son travail. Le film Rain raconte l'éveil politique d'une jeune dactylo afro-américaine. Elle rencontre un militant des droits civiques, After the rain de John Coltrane accompagne cette prise de conscience.  
C'est par sa collaboration au mouvement du cinéma indépendant afro-américain L.A. Rebellion, que Mel Ballenger se fait connaître en tant que cinéaste prometteuse.  
Elle travaille ensuite à Hollywood avec Capital Records avant de passer à la production d'émissions de télévision avec la compagnie Continental Cable. Dans ses émissions, elle se concentre sur les questions concernant la communauté noire. Elle aime enseigner aux jeunes générations le cinéma et son art. Pendant de nombreuses années, elle est directrice du festival étudiant du Festival panafricain du film de Los Angeles.  
Elle décède prématurément d'un cancer du sein à l'âge de 48 ans. 

## Prix et distinctions
- mention honorable, California Museum of Science and Industry, 1984
- mention honorable, festival Black Talkies on Parade de Los Angeles, 1982, pour le film Rain[1]

## Réalisations
- Rain (Nyesha), 1978 [7],[8]
- Gidget Meets Hondo, 1980
- Nappy-Headed Lady, 1983
- Dreadlocks and the Three Bears, 1991
- Fragrance, 1991